# Pollimyrus nigripinnis
Pollimyrus nigripinnis es una especie de pez elefante eléctrico en la familia Mormyridae presente en varias cuencas hidrográficas de África, entre ellas los ríos Congo, Kwango, Kasai y Sangha. Es nativa de Camerún y la República democrática del Congo; puede alcanzar un tamaño aproximado de 11 cm.
Respecto al estado de conservación, se puede indicar que de acuerdo a la IUCN, esta especie puede catalogarse en la categoría «Menos preocupante (LC)».